# Athyrium tozanense
Athyrium tozanense är en majbräkenväxtart som först beskrevs av Bunzo Hayata, och fick sitt nu gällande namn av Bunzo Hayata. Athyrium tozanense ingår i släktet Athyrium och familjen Athyriaceae. Inga underarter finns listade.